# توماس أ. سكوت
توماس أ. سكوت (بالإنجليزية: Thomas A. Scott)‏ هو شخصية أعمال أمريكي، ولد في 28 ديسمبر 1823 في مقاطعة فرانكلين في الولايات المتحدة، وتوفي في 21 مايو 1881 في مقاطعة ديلاوير في الولايات المتحدة.

## وصلات خارجية
- توماس أ. سكوت على موقع الموسوعة البريطانية (الإنجليزية)